# Zeke & Luther
Zeke & Luther is een Amerikaanse komische televisieserie uitgezonden via Disney XD over de twee beste vrienden Zeke en Luther.
Zeke en Luther proberen in de serie hun doel te richten op het bekomen van 's werelds beste skateboarders. Zeke's koppige, slimme en getalenteerde zusje Ginger kan Zeke en Luther echter flink tegenwerken. Ginger is zeker niet bang om Zeke en Luther op hun vingers te tikken.

## Hoofdpersonages

### Zeke Falcone
Zeke is een skater van ongeveer 15 jaar die net zo lang op iets oefent tot hij het kan. Zijn beste vriend is Luther. Hij heeft een jonger zusje, Ginger. Als Zeke met Luther is, is hij de slimste van het stel en ook vaak de meest serieuze. Ook heeft Zeke een oogje op zijn nieuwe buurmeisje Olivia. Oliva is het rolmodel van het olijvenmerk Langley Olives.
Zeke wordt gespeeld door Hutch Dano. Zijn Nederlandse stem wordt ingesproken door Trevor Reekers.

### Luther Waffles

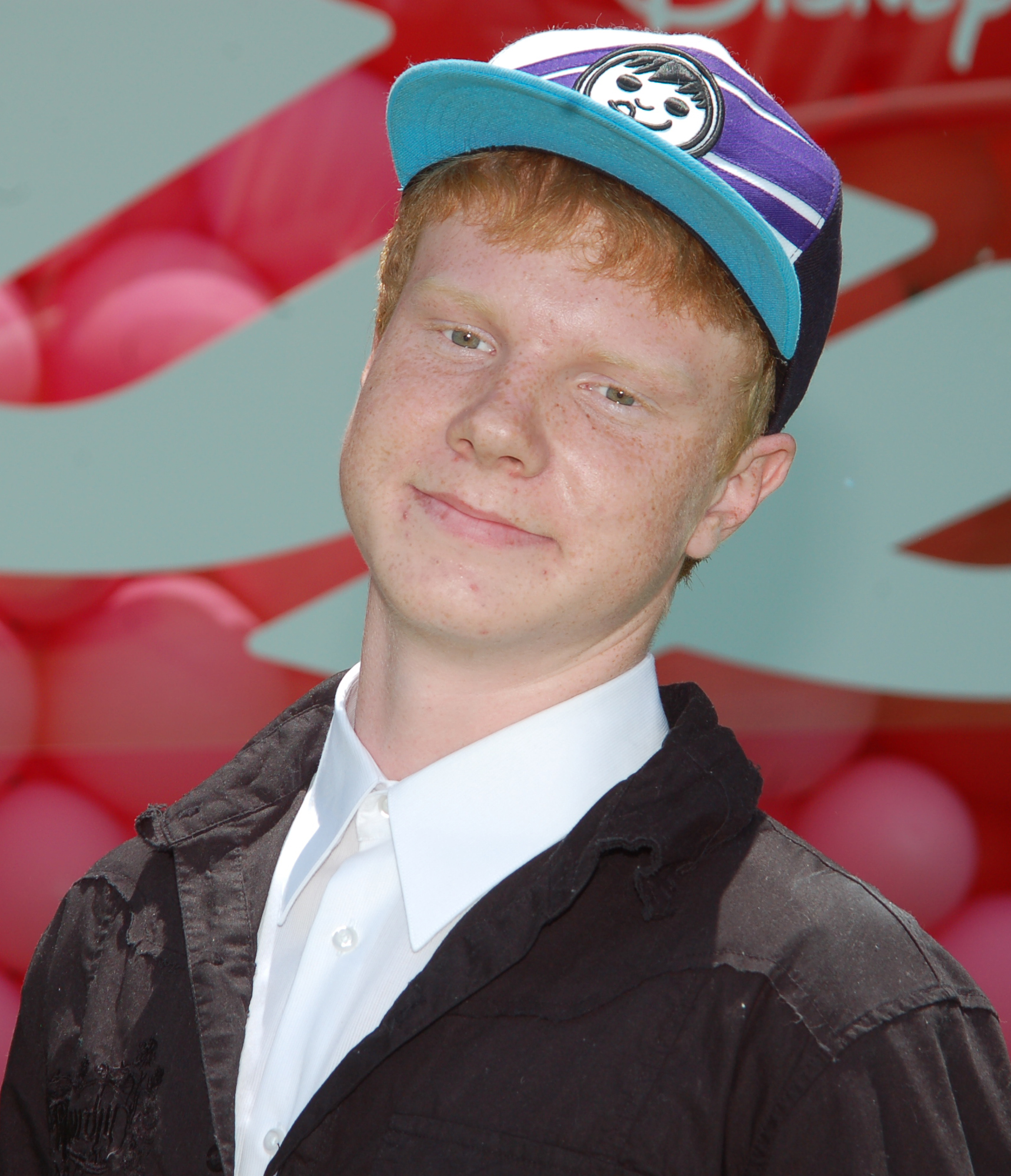
Adam Hicks (Luther in de serie)

Luther is net als Zeke een skater van ongeveer 15 jaar. Zijn favoriete hobby naast skaten is het spelen van computerspelletjes. Luther is heel bijgelovig en steekt een ruiten 7 in zijn skatehelm voordat hij zijn skateboard berijdt. Ook doet hij een hoefijzer in zijn broek en strooit wat zout over zijn rug. Hij heeft zijn eerste okselhaar dan ook Gordon genoemd en smeert die dagelijks in met zijn eigen gemaakte groeimiddel. Hij heeft een ratje, Lucky, dat als talisman fungeert.
Luther wordt gespeeld door Adam Hicks. Zijn Nederlandse stem wordt ingesproken door Sander van der Poel.

### Kojo
Kojo is Zeke en Luthers' grootste rivaal op skategebied. Zijn moeder is zijn grootste fan en Kojo waardeert haar in alles wat ze doet en beslist. Ook denkt hij dankzij haar dat hij de beste skater van de wereld is, en Zeke en Luther maar amateurs zijn. Hij wordt gesponsord door Dastardly Skate en heeft een motor.
Kojo wordt gespeeld door Daniel Curtis Lee ook bekend van Ned's Survival Gids. Zijn Nederlandse stem wordt ingesproken door Mitchell van den Dungen Bille.

### Ginger Falcone

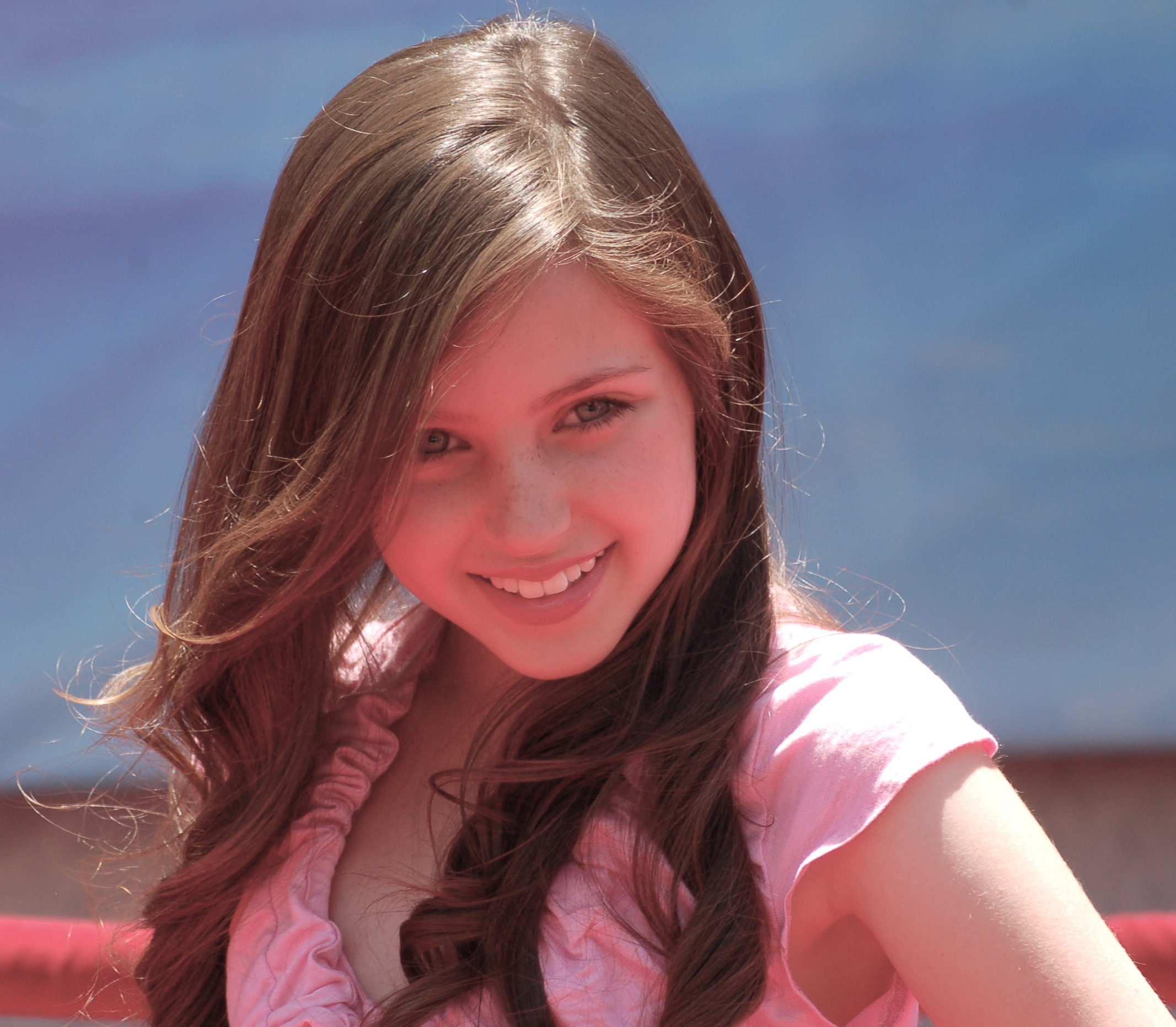
Ryan Newman (Ginger in de serie)

Ginger is de jongere zus van Zeke. Ze is 11 jaar oud en erg koppig, slim en getalenteerd. Ze is niet bang voor Zeke en Luther en tikt hen dan ook regelmatig op de vingers als ze iets stoms doen. Ze gebruikt Zeke en Luther ook weleens om geld te verdienen en voordeel aan hen op te doen. Ze heeft een "sukkelspuit" waarmee ze water op Zeke spuit als hij weer iets stoms doet.
De rol van Ginger wordt gespeeld door Ryan Newman. Haar Nederlandse stem wordt ingesproken door Amy Vol.

### Olivia Masterson
Oliva is het nieuwe buurmeisje van Zeke. Zeke heeft een poster in zijn kamer hangen van de Langley Olives-reclame waar ze in afgebeeld wordt. In veel afleveringen gebruikt Olivia moeilijke woorden die Zeke en Luther niet goed begrijpen. Olivia heeft geprobeerd een nieuwe skate-look voor Zeke te ontwerpen, helaas zonder succes vanwege de cape die Zekes zicht wegnam.
Haar stem wordt gedaan door Vivian van Huiden.

## Nederlandse stemmen
| Personage          | Acteur/actrice                |
| ------------------ | ----------------------------- |
| Zeke               | Trevor Reekers                |
| Luther             | Sander van der Poel           |
| Ginger             | Amy Vol                       |
| Kojo               | Mitchell van den Dungen Bille |
| Olivia             | Vivian van Huiden             |
| Don                | Laus Steenbeeke               |
| Ozzi               | Hein Gerrits                  |
| Lisa Grubner       | Stephanie van Rooien          |
| Stinkgips (Garrit) | Brenn Luyten                  |
| Pochie             | Shelley Vol                   |
| Jumpsuit Johnson   | Victor van Swaay              |
| Paulie Glover      | Bas Bovelander                |
| Kerstjongen        | Peter de Kroon                |
| brigadier Dingle   | Ruud Drupsteen                |

## Liedjes
| U can't touch this      | Remix van Daniel Curtis Lee en Adam Hicks |
| In the Summertime       | Remix van Daniel Curtis Lee en Adam Hicks |
| Happy Universal Holiday | Adam Hicks met Ryan Newman                |